# توروك باسي
توروك باسي هم مجتمع مسلم يوجد في ولاية بيهار في الهند.

## الأصل والتاريخ
توروك باسي هم مسلمون متحولون من طبقة باسي الهندوسية، تقليديًا كانوا يمتهنون جمع عصارة النخيل.
إنهم مسلمون سنة ويوجدون في مناطق باتنا وحاجي بور وساران ومظفربور. يتحدث التوروك باسيوناللغة البوجبورية والأوردو. لا يعرف الكثير عن ظروف تحولهم إلى الإسلام.